# Norra real
Norra Real ("Norte Real") es un instituto de secundaria, situado en Roslagsgatan 1 en Estocolmo, Suecia. El instituto fue oficialmente fundado en 1890, pero se encuentran menciones anteriores a principios del siglo XIV y es el instituto más antiguo de Estocolmo. Hoy en día, Norra Real es uno de los mejores institutos de Estocolmo, según varios estudios realizados por la inspección escolar sueca.

## Alumnos destacados
- Manne Siegbahn, físico. Ganador del Premio Nobel de Física por sus descubrimientos e investigaciones en el campo de espectroscopia de rayos X. Padre de Kai Siegbahn, ganador de un Premio Nobel.
- Lars Gyllensten, autor y físico. Miembro de la Academia sueca.
- Helge von Koch, matemático. Describió el copo de nieve de Koch.
- Gunnar Myrdal, economista, político y ganador de un Premio Nobel. Casado con Alva Myrdal, ganadora del Premio Nobel de la Paz.
- Nils Strindberg, fotógrafo. Miembro de la Expedición Ártica en globo de S. A. André de 1897.
- Jonas Gardell, novelista y dramaturgo.
- Horacio Engdahl, anterior secretario permanente de la Academia sueca.
- Leif GW Persson, novelista.
- Göran Liljestrand, farmacólogo, conocido por el descubrimiento del mecanismo Euler-Liljestrand.
- Claes Elfsberg, periodista de televisión.